# Porcellio variabilis
Porcellio variabilis är en kräftdjursart som beskrevs av Lucas 1849. Porcellio variabilis ingår i släktet Porcellio och familjen Porcellionidae. Inga underarter finns listade i Catalogue of Life.